# Peru op de Olympische Jeugdwinterspelen 2012
Peru was een van de landen die deelnam aan de Olympische Jeugdwinterspelen 2012 in Innsbruck, Oostenrijk.

## Deelnemers en resultaten
(m) = mannen, (v) = vrouwen 

### Alpineskiën
| Olympiër      | Onderdeel        | Resultaat | Prestatie                             |
| ------------- | ---------------- | --------- | ------------------------------------- |
| Isabella Todd | reuzenslalom (v) | -         | - (-) (DNS, -)                        |
| Isabella Todd | slalom (v)       | 28e       | 3.22,00 (+2.02,24) (1.43,15, 1.38,85) |